# São João del-Rei
São João del-Rei és un municipi brasiler de l'estat de Minas Gerais. Situada a la regió del Campo das Vertentes, és una de les ciutats mineres més grans del segle xviii. La ciutat fou fundada pels abanderats paulistes, dels quals Tomé Portes del-Rei és considerat el seu fundador.
Situada a la conca del Rio Grande, te el relleu format per muntanyes de la Serra da Mantiqueira. És la capital de la Regió Geogràfica Immediata de São João del-Rei. L'aeroport Prefeito Octávio de Almeida Neves, situat al nord-est de la ciutat, és el més important de la regió. São João del-Rei és, avui dia, un exemple de ciutat atemporal al sud de Minas Gerais, marcada per diversos cicles econòmics que es reflecteixen en la seva gran oferta arquitectònica.
São João del-Rei també és coneguda per ser una ciutat universitària, ja que s'hi troben la Universitat Federal de São João del-Rei, el Centre Universitari President Tancredo Neves i el Campus de l'Institut Federal del Sud-est de Mines, a més del gran nombre de repúbliques estudiantils repartides per la ciutat.
A São João del-Rei nasqueren el president electe del Brasil Tancredo Neves, el cardenal Dom Lucas Moreira Neves, Otto Lara Resende, el pare José Maria Xavier (compositor sacre), Nhá Chica i el cantant guitarrista Chico Lobo.

## Història
L'Arraial Novo do Rio das Mortes, que va donar origen a la ciutat, fou fundat entre 1704 i 1705. Tot i això, la regió ja estava ocupada almenys des del 1701, quan Tomé Portes del-Rei s'establí a la regió de Porto Real da Passagem (avui dia ubicada a prop dels barris de Matosinhos a São João del-Rei i Porto Real a Santa Cruz de Minas.
Entre 1707 i 1709, l'Arraial es va convertir en una de les etapes de la guerra dels Emboabas, un conflicte armat que també va arribar a vastes regions de Minas Gerais: principalment els del riu das Velhas (Sabará), rio dels Morts (São João del-Rei) i Vila Rica (Ouro Preto). Als voltants de São João del-Rei, durant la guerra, es va produir l'episodi conegut com a Capó de la Traïció.
El 8 de desembre de 1713, el campament (arraial) va arribar als fòrums de la vila amb el nom de São João del-Rei, un clar homenatge a Don João V. El 1714 es va convertir en la seu de la recentment creada Comarca del Rio das Mortes.
L'or, la ramaderia i l'agricultura van permetre el desenvolupament i el progrés del poble, elevat a la categoria de ciutat el 8 de desembre de 1838.

## Geografia

### Relleu
La seu del municipi es troba en una gran vall, entre les formacions rocoses de la serra de São José (a l'est) i la serra do Lenheiro (a l'oest). El punt culminant del municipi és el Morro do Chapéu, situat al districte d'Emboabas, a una altitud de 1.338 metres.

### Hidrografia
São João del-Rei s'insereix a la conca del rio Grande, sent el riu das Mortes el principal dels rius que banyen la ciutat, al qual desemboquen els rius das Mortes Pequeno i Elvas.

### Clima
La ciutat té el clima tropical d'altitud, caracteritzat per estius càlids i humits, que presenta una mitjana tèrmica anual de 19 °C (Cwa, segons la classificació de Köppen). Segons dades de l'Institut Nacional de Meteorologia (INMET), per al període del 1961 al 1972, del 1974 al 1984, del 1986 al 1988, del 1990 al 2003 i a partir del 2005, la temperatura més baixa registrada a São João del-Rei va ser de 0,4 °C el 18 de juliol del 2000 i la màxima va assolir els 36,4 °C el 25 de gener del 2006. La major acumulació de precipitacions en 24 hores va arribar als 179 mil·límetres (mm) el 13 de febrer de 2020. Altres acumulacions iguals o superiors a 100 mm van ser: 137,6 mm el 24 de gener de 1992, 114,3 mm el 9 de novembre de 1970, 108,1 mm el 14 de gener de 1992, 106 mm el 12 de gener de 1992 1982, 105,8 mm el 3 de gener, 1997, 104 mm l'1 de febrer de 1966 i 102,7 mm el 23 de desembre de 1986. L'índex d'humitat relativa més baix es va produir a les tardes del 26 de juliol del 2006, del 6 de setembre del 2011 i del 8 d'agost del 2014, amb només un 10%, caracteritzant l'estat d'emergència. Des del 2006, la ràfega més alta registrada va arribar als 38,7 m/s (139,3 km/h) el 16 de novembre de 2008.
| Dades climàtiques a São João del-Rei               | Dades climàtiques a São João del-Rei | Dades climàtiques a São João del-Rei | Dades climàtiques a São João del-Rei | Dades climàtiques a São João del-Rei | Dades climàtiques a São João del-Rei | Dades climàtiques a São João del-Rei | Dades climàtiques a São João del-Rei | Dades climàtiques a São João del-Rei | Dades climàtiques a São João del-Rei | Dades climàtiques a São João del-Rei | Dades climàtiques a São João del-Rei | Dades climàtiques a São João del-Rei | Dades climàtiques a São João del-Rei |
| Mes                                                | gen                                  | febr                                 | març                                 | abr                                  | maig                                 | juny                                 | jul                                  | ag                                   | set                                  | oct                                  | nov                                  | des                                  | anual                                |
| -------------------------------------------------- | ------------------------------------ | ------------------------------------ | ------------------------------------ | ------------------------------------ | ------------------------------------ | ------------------------------------ | ------------------------------------ | ------------------------------------ | ------------------------------------ | ------------------------------------ | ------------------------------------ | ------------------------------------ | ------------------------------------ |
| Màxima rècord °C (°F)                              | 36.4 (97.5)                          | 34.4 (93.9)                          | 33.9 (93)                            | 31.8 (89.2)                          | 31.1 (88)                            | 29.8 (85.6)                          | 29.7 (85.5)                          | 33.7 (92.7)                          | 36.1 (97)                            | 36.1 (97)                            | 34.3 (93.7)                          | 34.1 (93.4)                          | 36.4 (97.5)                          |
| Màxima mitjana °C (°F)                             | 28.1 (82.6)                          | 28.5 (83.3)                          | 27.7 (81.9)                          | 27.1 (80.8)                          | 24.7 (76.5)                          | 23.9 (75)                            | 23.7 (74.7)                          | 25.3 (77.5)                          | 25.9 (78.6)                          | 27.0 (80.6)                          | 27.0 (80.6)                          | 27.1 (80.8)                          | 26.3 (79.3)                          |
| Mitjana diària °C (°F)                             | 21.8 (71.2)                          | 21.9 (71.4)                          | 21.1 (70)                            | 20.0 (68)                            | 17.4 (63.3)                          | 15.9 (60.6)                          | 15.7 (60.3)                          | 16.8 (62.2)                          | 18.6 (65.5)                          | 20.1 (68.2)                          | 20.7 (69.3)                          | 21.1 (70)                            | 19.3 (66.7)                          |
| Mínima mitjana °C (°F)                             | 17.2 (63)                            | 17.2 (63)                            | 16.6 (61.9)                          | 15.1 (59.2)                          | 12.4 (54.3)                          | 10.4 (50.7)                          | 10.1 (50.2)                          | 10.8 (51.4)                          | 13.2 (55.8)                          | 15.0 (59)                            | 16.1 (61)                            | 16.7 (62.1)                          | 14.2 (57.6)                          |
| Mínima rècord °C (°F)                              | 10.0 (50)                            | 10.7 (51.3)                          | 9.6 (49.3)                           | 5.0 (41)                             | 3.0 (37.4)                           | 1.0 (33.8)                           | 0.4 (32.7)                           | 1.4 (34.5)                           | 1.4 (34.5)                           | 5.6 (42.1)                           | 6.9 (44.4)                           | 7.8 (46)                             | 0.4 (32.7)                           |
| Precipitació mitjana mm (polzades)                 | 320.4 (12.614)                       | 183.8 (7.236)                        | 192.9 (7.594)                        | 65.1 (2.563)                         | 41.0 (1.614)                         | 15.1 (0.594)                         | 11.5 (0.453)                         | 22.4 (0.882)                         | 78.3 (3.083)                         | 129.2 (5.087)                        | 195.5 (7.697)                        | 326.8 (12.866)                       | 1.582 (0.06228)                      |
| Mitjana de dies de precipitació                    | 17                                   | 12                                   | 11                                   | 6                                    | 4                                    | 2                                    | 2                                    | 3                                    | 6                                    | 9                                    | 13                                   | 18                                   | 103                                  |
| Humitat relativa mitjana (%)                       | 77.0                                 | 75.2                                 | 77.1                                 | 75.9                                 | 75.8                                 | 74.1                                 | 71.1                                 | 66.9                                 | 79.3                                 | 70.9                                 | 74.3                                 | 77.3                                 | 73.7                                 |
| Mitjana mensual d'hores de sol                     | 171.1                                | 168.6                                | 155.3                                | 185.7                                | 174.0                                | 155.2                                | 190.8                                | 182.3                                | 149.3                                | 164.7                                | 153.8                                | 126.5                                | 1.977,3                              |
| Font: Institut Nacional de Meteorologia del Brasil |                                      |                                      |                                      |                                      |                                      |                                      |                                      |                                      |                                      |                                      |                                      |                                      |                                      |

### Fauna
Dins el terme municipal es troba una reserva important d'avifauna, amb espècies representatives d'alguns ecosistemes importants dels biomes de la Mata Atlàntica i del Cerrado. Les espècies més destacades són els guans, els papagalls (aratinga ullblanca), la tàngara de ventre blau (Tangara cyanoventris). Entre els mamífers, es troba un gran nombre de micos que fan animació i donen un toc especial al turisme local, com el tití (tití emmascarat) i els titís de mata negra (Callithrix penicillata) i, de manera més rara, el puma, conegut al Brasil amb el nom de suçuarana.

#### Vegetació
São João del-Rei té una gran biodiversitat, representada per alguns ecosistemes importants del bioma de la Mata Atlàntica i del Cerrado. En el seu relleu, format per les muntanyes del complex de Mantiqueira, hi ha una vegetació de Cerrado, amb presència de camps nets i araucàries a les parts més altes, sobretot a partir dels 1.100 metres d'altitud.

## Govern i política

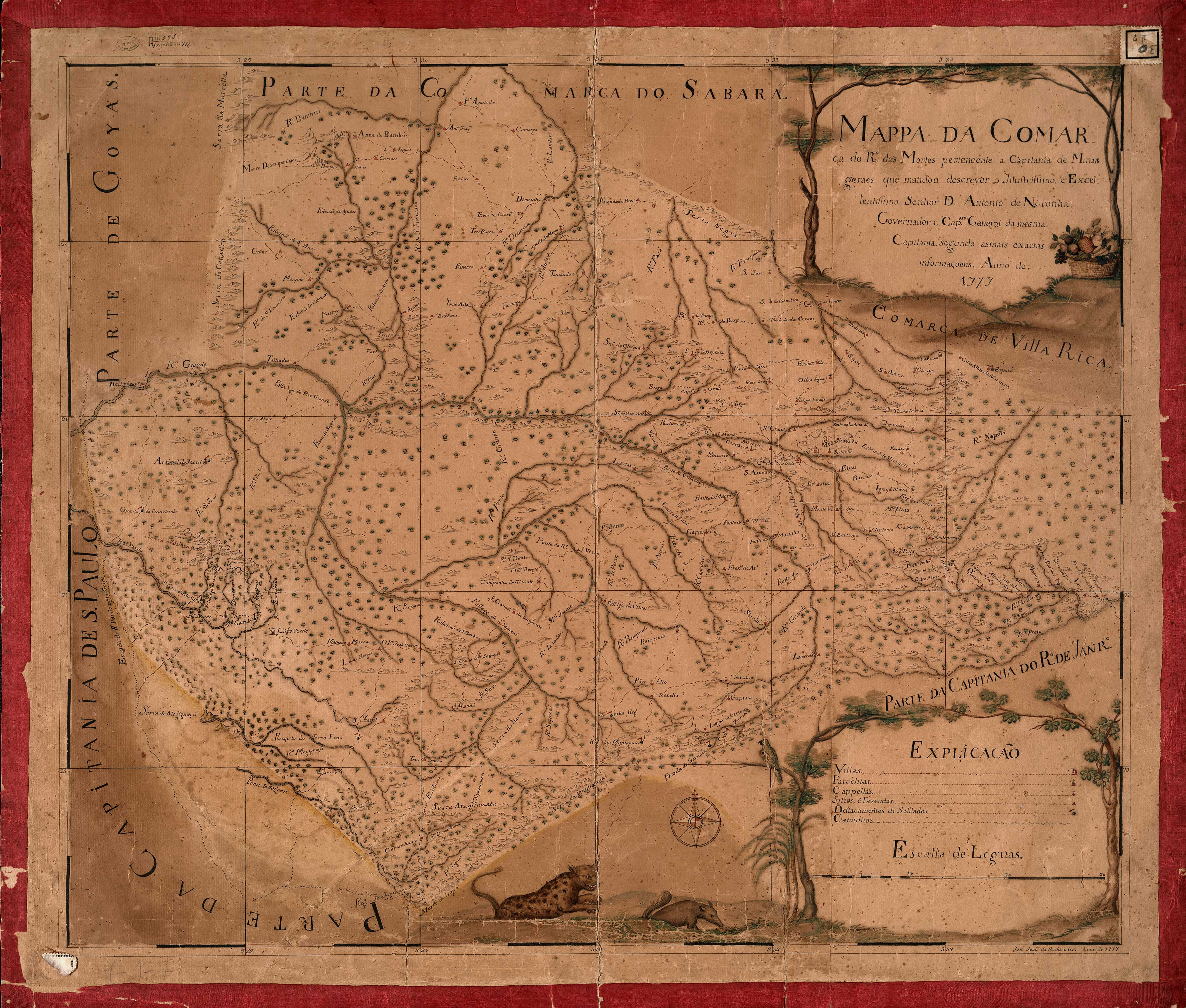
Mapa de la comarca del Rio das Mortes en 1777

### Organització territorial
El municipi de São João del-Rei està subdividit en 7 barris, que són: Centro, Fábricas, Colônia do Marçal, Bonfim, Tijuco, Matosinhos i Senhor dos Montes. En el punt C de l'article 67 de la Llei orgànica del municipi de São João del-Rei s'estableix que la divisió administrativa del municipi es fixa en barris i districtes que tinguin més de deu mil habitants.

### Poder legislatiu
La Cambra municipal de São João del-Rei està formada per 13 consellers.

### Poder judicial
La ciutat té el Fòrum de la Comarca i el Ministeri Públic de Minas Gerais (MPMG), entre d'altres òrgans legislatius.

## Demografia

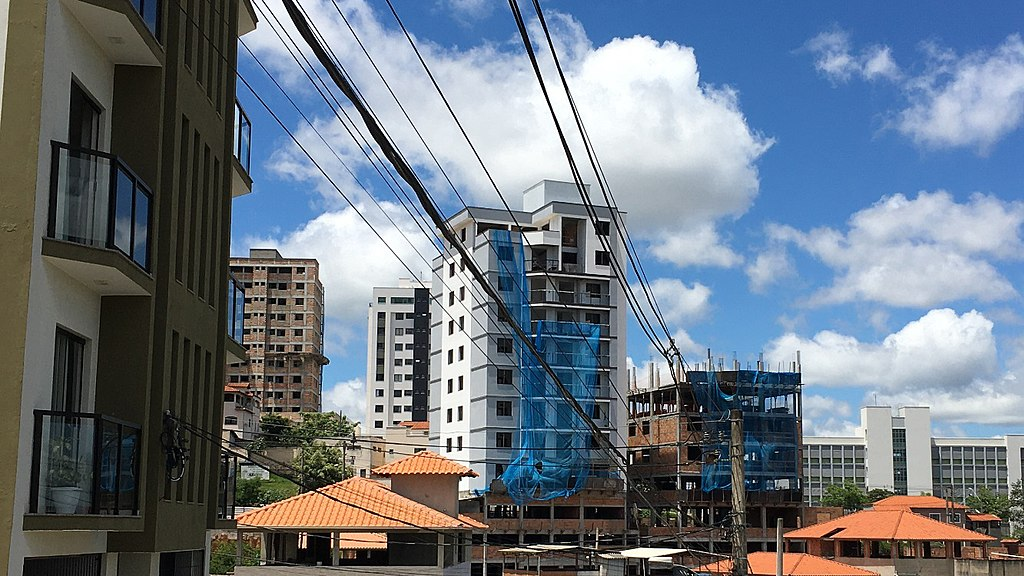
Vila Belizário és un barri situat fora de la regió històrica.

Segons l'Institut brasiler de Geografia i Estadística la població de São João del-Rei és la següent:
Població total: 90.497 (2020)
- Població urbana: 79.790 (2010)
- Població rural: 4.614 (2010)
- Total d'homes: 40.494 (2010)
- Total de dones: 43.910 (2010)

Total de domicilis: 33.373 (2010)

Densitat de població: 62,33 hab/km² (2020)
Els tres barris més poblats del municipi, segons el Cens IBGE del 2010, són: Matosinhos (20.153), Tijuco (15.699) i Colônia do Marçal (9.986).

## Economia

### Agricultura
São João del-Rei destaca en termes de producció agrícola, atesa la gran superfície del municipi. Per donar suport al productor rural, el 2003, al campus Ctan de la Universitat Federal de São João del-Rei, es va fundar la Granja Experimental Risoleta Neves de la Companyia de Recerca Agrària de Minas Gerais.

### Indústria
La ciutat compta amb importants empreses en les àrees del tèxtil, la metal·lúrgia i l'alimentació, entre d'altres, sent aleshores un dels principals centres industrials del Campo das Vertentes. La ciutat té empreses multinacionals com Bozel Brasil S/A (adquirida per l'empresa japonesa Japan Metals and Chemicals Co. Ltd - JMC i la LSM Brasil S/A).